# Konrad Hermann Heinrich Christ
Konrad Hermann Heinrich Christ (1833 — 1933) foi um naturalista e botânico suíço, especialista em Pteridófitas (samambaias, xaxins e plantas aparentadas), citado como Christ, exemplo: Polypodium schwackei Christ, 1900.